# Arrondissement de Wittlich
L'arrondissement de Wittlich, dont le siège se trouve dans la ville de Wittlich, existe de 1816 jusqu'à la réforme des arrondissements en 1969.

## Arrondissements voisins
L'arrondissement borde les arrondissements de Daun, Cochem, Zell, Bernkastel, Trèves, Bitburg et Prüm dans le sens des aiguilles d'une montre à partir du nord au début de 1969.

## Histoire
Le 7 juin 1969, l'arrondissement de Wittlich est dissous et fusionné avec la majeure partie de l'arrondissement de Bernkastel pour former le nouveau arrondissement de Bernkastel-Wittlich. Le 7 novembre 1970, les communes de Spangdahlem, Gransdorf, Oberkail, Seinsfeld et Steinborn, originaires de l'ancien arrondissement de Wittlich, sont transférées de l'arrondissement de Bernkastel-Wittlich à l'arrondissement de Bitburg-Prüm.

## Évolution de la démographie
| Année | Habitants | Source |
| ----- | --------- | ------ |
| 1816  | 23 448    | [ 1 ]  |
| 1847  | 34 760    | [ 2 ]  |
| 1871  | 37.007    | [ 3 ]  |
| 1885  | 38.142    | [ 3 ]  |
| 1900  | 38 997    | [ 4 ]  |
| 1910  | 43 841    | [ 4 ]  |
| 1925  | 45 994    | [ 4 ]  |
| 1939  | 47 988    | [ 4 ]  |
| 1950  | 50 796    | [ 4 ]  |
| 1960  | 51 900    | [ 4 ]  |
| 1968  | 54 784    |        |

## Administrateurs de l'arrondissement
- 1816–183700Peter Franz Schumm (de)
- 1837–184900Anton Hisgen (de)
- 1849–185000Friedrich Runten (de)
- 1849–185500Friedrich von Forstner (de)
- 1855–185600Friedrich Runten
- 1856–188400Edmund Joseph Aldringen (de)
- 1884–189100Alfred Wagner (de)
- 1891–190300Georg Mannkopff (de)
- 1903–191400Carl Semper (de)
- 1914–191500Jakob Merrem (de)
- 1914–191500Karl Robert Hasse (de)
- 1917–000000Henning von Borcke (de)
- 1917–192300Carl Simons (de)
- 1924–193900Franz Bender (de)
- 1939–194500Günther Kraaz (de)
- 1940–194200Hermann Middendorf (de)
- 1942–194700Aloys Castenholz (de)
- 1948–196900Johannes Hieronimus (de)

## Villes et communes
L'arrondissement comprenait les villes et communes suivantes :
| 1. Altrich 2. Arenrath 3. Bausendorf 4. Bengel 5. Bergweiler 6. Bettenfeld 7. Binsfeld 8. Bombogen 9. Bruch 10. Burg 11. Diefenbach 12. Dierfeld 13. Dierscheid 14. Dodenburg 15. Dörbach 16. Dorf 17. Dreis 18. Eckfeld 19. Eisenschmitt 20. Flußbach | 1. Esch 2. Gipperath 3. Gladbach 4. Gransdorf 5. Greimerath 6. Greverath 7. Großlittgen 8. Hasborn 9. Heckenmünster 10. Heidweiler 11. Hetzerath 12. Hontheim 13. Hupperath 14. Karl 15. Kinderbeuern 16. Kinheim 17. Krames 18. Kröv jusqu'à 1936: Cröv 19. Landscheid 20. Laufeld | 1. Lüxem 2. Manderscheid 3. Meerfeld 4. Minderlittgen 5. Minheim 6. Monzel 7. Musweiler 8. Neuerburg 9. Niederkail 10. Niedermanderscheid 11. Niederöfflingen 12. Niederscheidweiler 13. Niersbach 14. Oberkail 15. Oberöfflingen 16. Oberscheidweiler 17. Olkenbach 18. Osann 19. Pantenburg 20. Piesport | 1. Platten 2. Plein 3. Pohlbach 4. Reil 5. Rivenich 6. Salmrohr 7. Schladt 8. Schwarzenborn 9. Sehlem 10. Seinsfeld 11. Spangdahlem 12. Steinborn 13. Ürzig 14. Wallscheid 15. Wengerohr 16. Willwerscheid 17. Wittlich, ville |

L'actuel quartier d'Hetzerath Erlenbach formait à l'origine sa propre commune.

## Plaque d'immatriculation
Le 1er juillet 1956, le signe distinctif WIL est attribué au district lors de l'introduction des plaques d'immatriculation encore en vigueur aujourd'hui. Il est toujours utilisé aujourd'hui dans l'arrondissement de Bernkastel-Wittlich.